# Mankheid

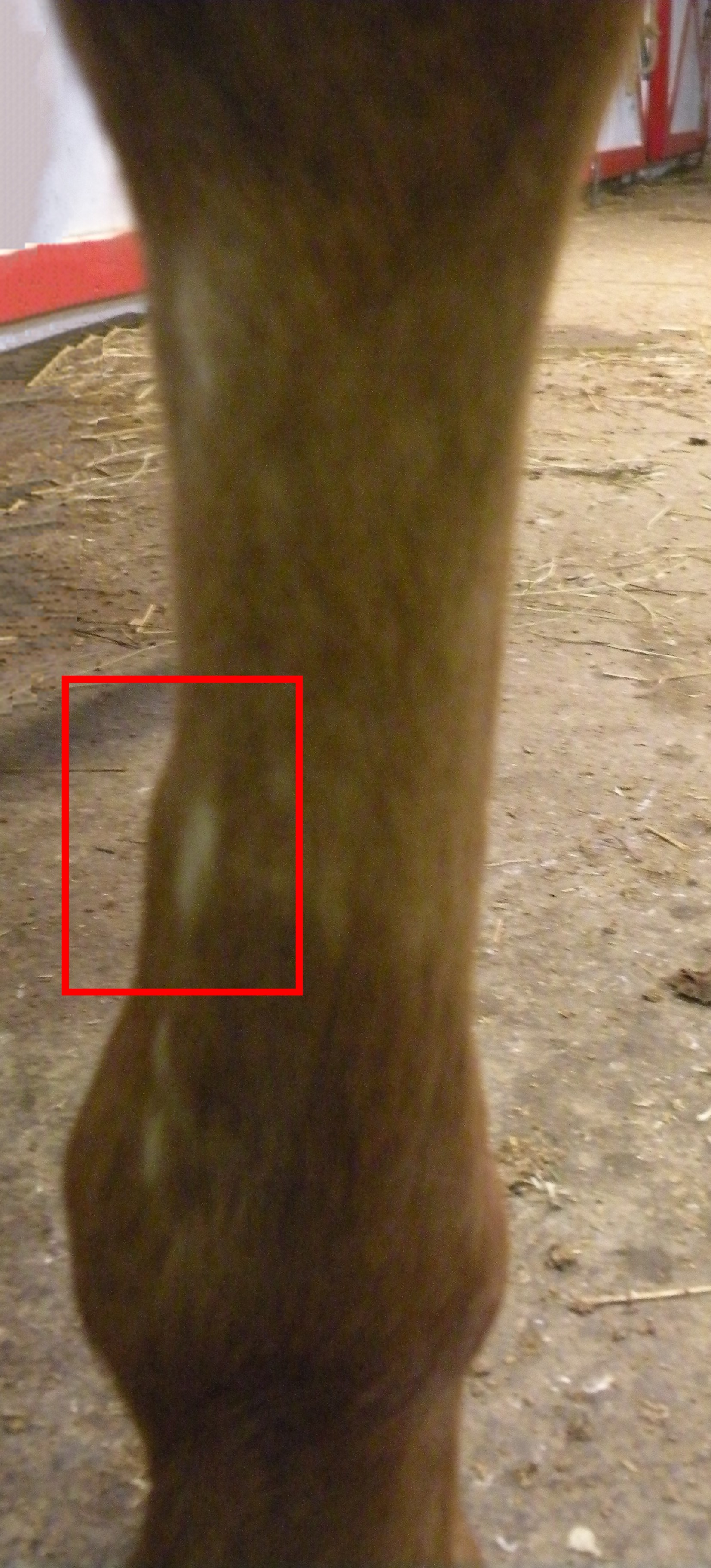
Een slecht geresorbeerde oude breuksplinter kan een mogelijke oorzaak van mankheid zijn.

Mankheid bij paarden (ook: kreupelheid), paardachtigen en honden betekent een beperking in hun sportieve prestaties en gebruiksduur. Veelal is de mankheid moeilijk te lokaliseren, en is de oorzaak moeilijk te achterhalen.

## Etiologie
Oorzaken kunnen zijn: erfelijke belasting (bijvoorbeeld congenitale heupdysplasie, afgebroken kraakbeenstukje), te grote fysieke belasting of intensieve training op te jonge leeftijd, ontstekingen van verschillende oorsprong, hoefbevangenheid, rotstraal, draadnagel in de hoef.

## Diagnose
De gespecialiseerde dierenarts kan op het oog zien waar het probleem zich ongeveer bevindt. Hiervoor laat hij het dier af en aan lopen door een helper, naar rechts en naar links draaien, op harde en zacht ondergronden. Aanvullend kan een echografie of een röntgenfoto van de verdachte plaats gemaakt worden.

## Behandeling
- Etiologisch: de oorzaak wegnemen voor zover dat mogelijk is (infectie behandelen, draadnagel verwijderen, afgebroken kraakbeenstukje verwijderen, ...)
- Medicamenteus: meestal worden ontstekingsremmers (NSAIDs of corticosteroïden) toegediend.
- Mechanisch: fysiotherapie